# Juan Carlos Opalinski
Juan Carlos Opalinski (Polonia, 1642 – Polonia, 26 de marzo de 1695), hijo del político y escritor Cristián Opalinski y de su esposa Teresa Constanza Czarnkowska. Fue un magnante y capitán de la guardia polaco.

## Biografía
Juan Carlos nació en Polonia en el año 1642. Segundo hijo de Cristián Opalinski, un escritor y político, y de su esposa, Teresa Constanza Czarnkowska.

## Matrimonio
Contrajo matrimonio con su prima Zofia Czarnkowska el 4 de diciembre de 1678, y tuvieron cuatro hijos:
- María (agosto de 1679 - octubre de 1679), murió dos meses después de nacer.

- Catalina (13 de octubre de 1680 - 19 de marzo de 1747), Reina Consorte de Polonia, casada con Estanislao I de Polonia. Tuvo descendencia.

- Niño nacido muerto (1681).

- Estanislao (1682-1682), murió en la infancia.

## Muerte

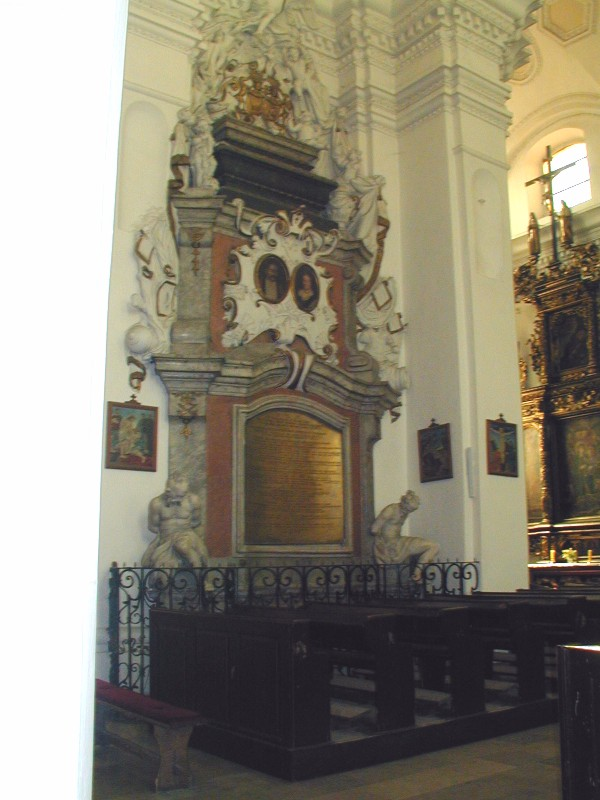
Monumento de Juan Carlos Opalinski y de su esposa, en iglesia de Sierakow.

Murió el 26 de marzo de 1695, a los 53 años. Un monumento fue erigido en su honor y el de su esposa, en 1748 en la iglesia de Sierakow. La cripta en un castillo cercano contiene el sarcófago de la familia Opalinski.
Entre sus descendientes actuales se encuentra el Rey Juan Carlos I de España, que es su descendiente a través de una línea ininterrumpida de los Borbón de Francia. 